# Olivia Różański
Olivia Różański (Albi, 5 giugno 1997) è una pallavolista francese naturalizzata polacca, schiacciatrice del Beşiktaş.

## Biografia
Ha vissuto in Francia fino all'età di 17 anni per poi trasferirsi in Polonia.

## Carriera

### Club
La carriera di Olivia Różański inizia nella stagione 2012-13 nell'Albi USSPA, militando sia nella squadra giovanile che in quella che disputa la Ligue A. Nella stagione 2014-15 si trasferisce in Polonia, nel SMS PZPS Szczyrk, in I liga, dove resta per tre annate. Per il campionato 2017-18 esordisce in Liga Siatkówki Kobiet grazie all'ingaggio da parte del BKS, di cui fa parte per altre tre stagioni, per poi passare, nell'annata 2020-21, al Legionovia, sempre nella massima divisione polacca.
Nella stagione 2022-23 veste la maglia del Chieri '76, nella Serie A1 italiana, con cui vince la WEVZA Cup e la Challenge Cup; resta nello stesso campionato anche per l'annata successiva difendendo però i colori del Bergamo 1991. Per il campionato 2024-25 si trasferisce nella 
Sultanlar Ligi turca, ingaggiata dal Beşiktaş.

### Nazionale
Ottiene le prime convocazioni nella nazionale polacca nel 2014. Nel 2023 conquista la medaglia di bronzo alla Volleyball Nations League, bissata anche nell'edizione successiva.

## Palmarès

### Club
- Challenge Cup: 1

2022-23
- WEVZA Cup: 1

2022

### Nazionale (competizioni minori)
- Montreux Volley Masters 2019